# مادونا (مغنية لبنانية)
مادونا (18 ديسمبر 1960 -)، مغنية استعراضية لبنانية، اشتهرت في حقبة الثمانينات والتسعينات.

## حياتها الأسرية
تزوجت من ريمون شوفاني لكنها انفصلت عنه بعد فترةٍ قصيرة وأنجبت منه ابنتها الوحيدة «مود»

## مشوارها الفني
درست في مدرسة الراهبات وفي السابعة من عمرها بدأت الفتاة تتردد إلى كنيسة أنطلياس لتشارك في كل القداديس وترتل مع الكورال.
بعدها بدأت رابطة الجمعية الخيرية في بقنايا بتنظيم حفل سنوي في عيد مار تقلا، لتقدم كل عام مسرحية معادة للأخوين الرحباني أولها في «سهرية» عام 1973 ثم في «نزل السرور» 1974، لعبت مادونا الدور الرئيسي في مسرحية السرور مع الرحابنة بعد أن غابت الممثلة جاكلين بايكر بشكل طارئ.عمها الفنان فرناندو عرنيطة عام 1979 سجلت أغنيتها الأولى بعدما أخذها جورج إبراهيم الخوري لتعمل في إذاعة «صوت لبنان» حيث شاركت في برنامج للممثل إيلي صنيفر وأدت فيه أول أغنية لي لحنها نور الملاح «يا حبيبي شد زنودك» ثم «طلوا يا رفقاتي طلوا».
انتسبت إلى الكونسرفاتوار الوطني لتدرس أصول الموسيقى والصوت
قدمت في ألبوم لزياد الرحباني تراتيل دينية أسماها «كيرياليسون» ثلاثة تراتيل «إلهي رفعت اليك يديّ»، «المجد لك أيها المسيح»، «إذهبوا في الأرض كلها» و»هلما إيليا».
وفي العام 1980، سجلت أول إطلالة مسرحية رسمية لها في «روف الست ميرنا» إلى جانب الممثل الراحل ماجد أفيوني، قدمت باقات كبيرة من الأغنيات لعدة شعراء وملحنين أمثال فيلمون وهبي و زياد الرحباني و الياس الرحباني ولفاروق سلامة وجيزيل زرد وحامد جودة، شاركت بالعديد من الأفلام السينمائية والمسرحيات الإستعراضية، عام 2017 شاركت كمتسابقة ببرنامج رقص النجوم على شاشة إم تي في اللبنانية

## أعمالها

### في المسرح
- 1971:حي الطرشان
- 1973:كان به
- 1973:سهرية
- 1974:نزل السرور
- 1981:روف الست ميرنا
- 1982:كومبارسيتا
- 1994: سفرة الأحلام
- 1997: غادة الكاميليا

### في السينما
- 1980: المغامرون
- 1981: نساء في خطر
- 1983: شبح الماضي
- 2017: «شي يوم رح فل».

### أشهر أغانيها
- 1985:وله يا صعيدي
- 1990:خمسة منك خمسة مني
- 1996:الليلة حلوة الليلة عيد
- 1997:كيفك
- 1999:حاجة تلعب عالحبلين
- 1999:كل شي بيحلا بوقته
- 2007:ملا جيل مع بشير إخراج جاد شويري